# Consejo de Ministros de Honduras de 1843
El Consejo de Ministros de Honduras de 1843 fue el encargado de gestionar la administración del Estado de Honduras entre el 1 de enero al 23 de febrero de 1843, al no haber un Presidente elegido constitucionalmente.

## Ministros que lo integraban[1]
- Ministro y Comandante General Juan José Morales B.,
- Ministro José Julián Tercero (¿?-1844), y
- Ministro General Casto José Alvarado (1820-1873).

El 23 de febrero de 1843 la presidencia fue entregada al General Francisco Ferrera ya que fue reelegido por la Asamblea Legislativa como Presidente Constitucional y se nombró como Vicepresidentes al Licenciado Felipe Jáuregui, a don Ignacio Vega y al General don Coronado Chávez.